# 高卢英雄大战凯撒王子
高卢英雄大战凯撒王子（法語：Astérix aux Jeux Olympiques）是一部2008年的法国喜剧电影，由弗雷德里克·佛瑞斯提亚和托马斯·朗曼执导。法国名漫画《阿斯特歷險記》改编的第三部电影。
电影叙述了亚力历险记的主角亚力、奥贝利克斯帮助同伴渥夫希克斯在奥运会上夺冠，以从罗马皇位继承人布鲁图手中赢得希腊公主的故事。
本片请来了大量体育界和演艺界的明星客串。其中迈克尔·舒马赫和法国拳击手杰若梅·班纳还扮演了较为重要的角色。

## 故事情节
亚力的伙伴渥夫希克斯为了见到自己朝思暮想的希腊公主艾瑞娜不惜长途跋涉到希腊做了王宫里的一名侍从。不过此时罗马帝国的继承人布鲁图却前往希腊横刀夺爱。希腊国王为了不得罪罗马而提出通过奥运会来决定谁可以迎娶公主。
渥夫希克斯从高卢找来伙伴亚力和奥贝利克斯一同参加比赛，布鲁图则疏于训练，去巫师那里寻找禁药来赢得比赛，同时寻找毒药和暗器来想办法刺杀他一直想刺杀的凯撒大帝。
使用魔药的亚力和奥贝利克斯被奥运会组委会取消了成绩，而布鲁图则依靠作弊和收买裁判赢下了几乎所有的比赛。深知内情的亚力到观看比赛的凯撒大帝面前陈情。于是恺撒宣布之前的所有比赛全部作废，改由翌日的战车比赛一决胜负。
深知取胜无望的布鲁图让罗马队的运动员臀大肌绑架了亚力村子里制作魔药的巫师帕诺哈米克斯，让他为自己配制魔药。得知此事的亚力在魔药里做了手脚。第二天的比赛中布鲁图利用魔药赢得了比赛。就在他登台领奖的时候，亚力向凯撒大帝揭露了布鲁图使用魔药的事情，并且拿出了证据：布鲁图和赛马被魔药中染料染成蓝色的舌头。于是布鲁图的冠军头衔被剥夺授予了渥夫希克斯。早有准备的布鲁图立刻用禁卫军发动政变，可是没有得到报酬的禁卫军慑于凯撒的气势不敢将他逮捕，而陷入窘境的布鲁图则被前来帮忙的奥贝利克斯轰上天。
片子的最后渥夫希克斯等人和艾瑞娜公主一起庆祝胜利，布鲁图和他的手下则沦为浆手划着罗马战船送凯撒回罗马了。

## 角色
- 亚力 或 阿斯特（Astérix 科洛维斯·科尔尼拉饰）

亚力历险记系列的主角。个子矮小的高卢武士。很有谋略，曾经钻了高卢已经被罗马占领的空子而使仍在抵抗罗马的渥夫希克斯可以代表罗马的高卢行省参加奥运会。并且在布鲁图使诈后多次将他揭穿。有时也会吃魔药。
- 奥贝利克斯 或 歐胖（Obélix 杰拉尔·德帕迪约饰）

亚力历险记系列的主角。因为小时候掉进魔药缸而无需服用魔药也会力大无穷。任何罗马运动员都不是他的对手，但是因为“禁药”而被禁止参赛。会写很棒的诗歌。他说自己写诗的秘诀是“吃很少的东西并且忘记自己是个胖子”。
- 渥夫希克斯（Alafolix 斯蒂芬·卢梭饰）

亚力在村里的朋友，爱慕希腊的艾瑞娜公主，并一直通过信鸽和她通信。为了和她见面不惜经过了三个月旅行横转欧洲，并且和他的情敌，罗马皇位继承人布鲁图打赌通过奥运会决出谁可以娶回公主。曾经给公主写过很多动人的长诗，但那些诗其实是奥贝利克斯写的。
- 马尔库斯·布鲁图（Marcus Junius Brutus Caepio贝诺特·波尔沃尔德饰）

本片的反派，凯撒大帝的养子和继承人。因为自己的继承人身份而拥有很高的地位，其实却是个没什么本事的窝囊废。手无缚鸡之力，也不懂军事，以为罗马军团的乌龟阵真的有乌龟的四肢和脑袋。喜欢做无聊的诗和让人笑不起来的冷笑话，还要听众附和着赞许或者大笑。而揭穿他的人则会被五马分尸或者喂狮子。布鲁图一心想刺杀凯撒来赢得皇位。他总是向凯撒进献毒药或暗器，只是每次都被凯撒识破。
- 尤里乌斯·凯撒（Julius Caesar 阿兰·德龙饰）

罗马帝国的终身独裁官。冷酷但是公正，和他的继承人布鲁图比起来是颇有能力的人。非常自恋，喜欢对着镜子中的自己高谈阔论并吹嘘自己的英俊。在接受欢呼的时候会跟着说“万岁，我自己”。他一直提防着布鲁图的刺杀，并且每次都能成功躲过。
- 舒米克斯（Schumix 迈克尔·舒马赫饰）

日耳曼行省队的战车赛车手。驾驶红色的流线型马车。比赛中一直阻挡着布鲁图，直到被喝了魔药的布鲁图夺走马匹。后来用备用马继续比赛，最终夺得第三名。
- 臀大肌（Cornedurus 杰若梅·勒·班纳饰）

包围亚力村子罗马军团的一名强壮士兵。是罗马跑得最快力气最大的人，被选去参加奥运会。但是根本不是亚力和奥贝利克斯的对手。因为没有向布鲁图通告亚力拥有魔药而差点被割舌头。
此外本片中还有让·托德、毛瑞斯莫、齐达内、托尼·帕克等体育界明星客串。

## 恶搞
- 阿兰·德龙主演的凯撒在皇宫中对着镜子自言自语时说：“我是完美，我是佐罗，我是贵族，我从来不偷黑郁金香……”

《佐罗》和《黑色郁金香》是阿兰·德龙早期主演的名片。
- 凯撒挂在嘴边的“我，万岁”恶搞自恩斯特·劉別謙的电影《你逃我也逃》中剧院老板扮演的希特勒的台词。
- 布鲁图的副官在罗马郊外巫师的实验室里找到了一把天行者卢克用的光剑。
- 田径比赛中亚力和奥贝利克斯分别用铅球和铁饼将体育场顶供奉的维纳斯神像的双臂打掉，使她变成了现在的样子。
- 奥贝利克斯在躲花园灌木里教渥夫希克斯情诗的桥段恶搞了《大鼻子情圣》的相同桥段。而扮演奥贝利克斯的演员德帕迪约正是大鼻子情圣的主演。
- 最后的战车赛里舒米克斯驾驶的红色马车明显模仿了法拉利的赛车。而比赛中马车进维修站喂马和换车轮的步骤更是直接恶搞了F1赛车。

## 其他
本片的预算高达7800万欧元，比亚力历险记系列的前两部的预算总和还要高。是有史以来预算最高的欧洲电影。可惜这部片子虽然获得了第一周的票房冠军，最终在法国本土却只收入3800万欧元的票房。全球收入约1.38亿美元。
本片95%的镜头都是在西班牙拍摄，以模仿希腊阳光明媚的天气。同时摄制组搭建了一个同比例的奥林匹克竞技场用于拍摄。